# Vogtland Arena
Vogtland Arena är en backhoppningsanläggning vid Schwarzberg i Klingenthal. Anläggningen består av stora backen, med K-punkt 125 meter och backstorlek (Hill Size/HS) 140 meter, och tre mindre backar. Stora backen används bland annat till tävlingar i världscupen.

## Historia
Klingenthal var en av städerna som planerade ansöka om Olympiska vinterspelen 1936. Som en del av denna ansökan skulle byggas en hoppbacke på norra sluttningarna av Schwarzberg, ungefär där Vogtlandarena ligger nu. Backen skulle bli världens största, med en K-punkt på 150 meter (världsrekordet var 82 meter). Olympiska spelen 1936 förlades dock till Garmisch-Partenkirchen och byggplanerna i Klingenthal realiserades aldrig. 1957 började man att bygga en större backe i Klingenthal, Aschbergbacken, med K-punkt 82,5 meter. Harry Glass hoppade först i den färdigställda backen 1 februari 1959, med 70.000 åskådare på plats. Senare utvidgades backen till K102 och en deltävling i världscupen arrangerades där 1986. Aschbergbacken började förfalla och revs 1991.
En ny stor backe byggdes i Swarzberg mellan 2003 och 2005 och utövare av nordisk kombination hoppade i backen 21 december 2005. En världscuptävling som flyttades från Harrachov i Tjeckien arrangerades 2007. Sedan har världscuptävlingar arrangerats i Vogtland Arena 2009, 2010 och 2011. 2012 blev världscuptävlingen i backen inställd på grund av vind. Ljusanläggning och plastmattor finns i backen vilket gör att backen kan användas även om sommaren.
Officiellt backrekord på snö tillhör Michael Uhrmann från Tyskland som hoppade 146,5 meter i världscuptävlingen 2 februari 2011. Gregor Schlierenzauer från Österrike delar backrekordet på plast (143,5 meter) med Kamil Stoch från Polen. Vegard Sklett från Norge hoppade 147,0 meter i kontinentalcupen (COC) 2011, men hoppet räknas inte som officiellt backrekord.